# Rhodobryum medianum
Rhodobryum medianum là một loài Rêu trong họ Bryaceae. Loài này được (Mitt.) Paris miêu tả khoa học đầu tiên năm 1898.